# Geoff Myburgh
Geoffrey Vivian (Geoff) Myburgh (30 december 1928 - 2 maart 2010) was een Zuid-Afrikaans zeilkampioen. Myburgh nam in 1956 aan de Olympische Spelen in Melbourne en werd er 9de in de zeilwedstrijd in de 5,5 meter klasse. Tot aan zijn dood bleef hij betrokken bij de zeilsport. Hij introduceerde de laser in Zuid-Afrika in 1973 en werd in 1982 internationaal arbiter in de zeilsport. Zijn dochter Felicity kwam viermaal uit voor Zuid-Afrika bij windsurfen.